# Havana Brown (cântăreață)
Havana Brown, pe numele său real Angelique Meunier (n. 14 februarie 1985) este o cântăreață, DJ și dansatoare australiană. În 2008, Havana a semnat ca DJ cu casa de discuri Island Records Australia, și a început să lanseze seria sa de albume compilație Crave, care constă din remixuri ale cântecelor altor artiști. După asta Havana Brown a avut o serie de turnee alături de artiști cu renume internațional, printre care Britney Spears, Rihanna, Pussycat Dolls, Chris Brown și Enrique Iglesias.
Havana a debutat ca cântăreață în 2011, cu single-ul "We Run the Night", care s-a clasat pe locul 5 în topul australian ARIA Singles Chart și a fost certificat cu triplă-platină de către ARIA. Single-ul i-a adus Havanei două nominalizări la premiul ARIA Music Award, la categoriile ”Breakthrough Artist Single” și ”Highest Selling Single”. Ca urmare acestui succes, Brown a semnat un contract cu casa de discuri 2101 Records a producătorului american RedOne, afiliată la Universal Republic. Un remix la "We Run the Night", împreună cu rapperul american Pitbull, a fost produs de RedOne și lansat în Statele Unite. Hitul a atins poziția #1 în topul Hot Dance Club Songs și poziția #26 în Billboard Hot 100. Remixul a fost inclus pe primul EP al Havanei Brown, When the Lights Go Out, care a fost lansat în iulie 2012.

## Discografie

### Albume compilație
| An   | Album | Poziția de top        | Certificări       |
| An   | Album | Australia Compilation | Certificări       |
| ---- | --- | --------------------- | ----------------- |
| 2008 | Crave - Lansat : 1 novembre 2008 - Label: Universal Music Australia - Formate: CD single, digital download       | 9                     |                   |
| 2009 | Crave Vol.2 - Released: 12 juin 2009 - Label: Universal Music Australia - Formate: CD single, download digital   | 4                     |                   |
| 2009 | Crave Vol.3 - Lansat : 30 octobre 2009 - Label: Universal Music Australia - Formate: CD single, download digital | 7                     |                   |
| 2010 | Crave Vol.4 - Lansat : 4 juin 2010 - Label: Universal Music Australia - Formate: CD single, download digital     | 2                     |                   |
| 2010 | Crave Vol.5 - Lansat : 29 octobre 2010 - Label: Universal Music Australia - Formate: CD single, download digital | 2                     | - Australia : Aur |
| 2011 | Crave Vol.6 - Lansat : 28 octobre 2011 - Label: Universal Music Australia - Formate: CD single, download digital | 3                     | - Australia : Aur |

### Extended plays
| Titlu                  | Detalii                                                                                           | Poziție de top | Poziție de top |
| Titlu                  | Detalii                                                                                           | Australia      | SUA Heat       |
| ---------------------- | ------------------------------------------------------------------------------------------------- | -------------- | -------------- |

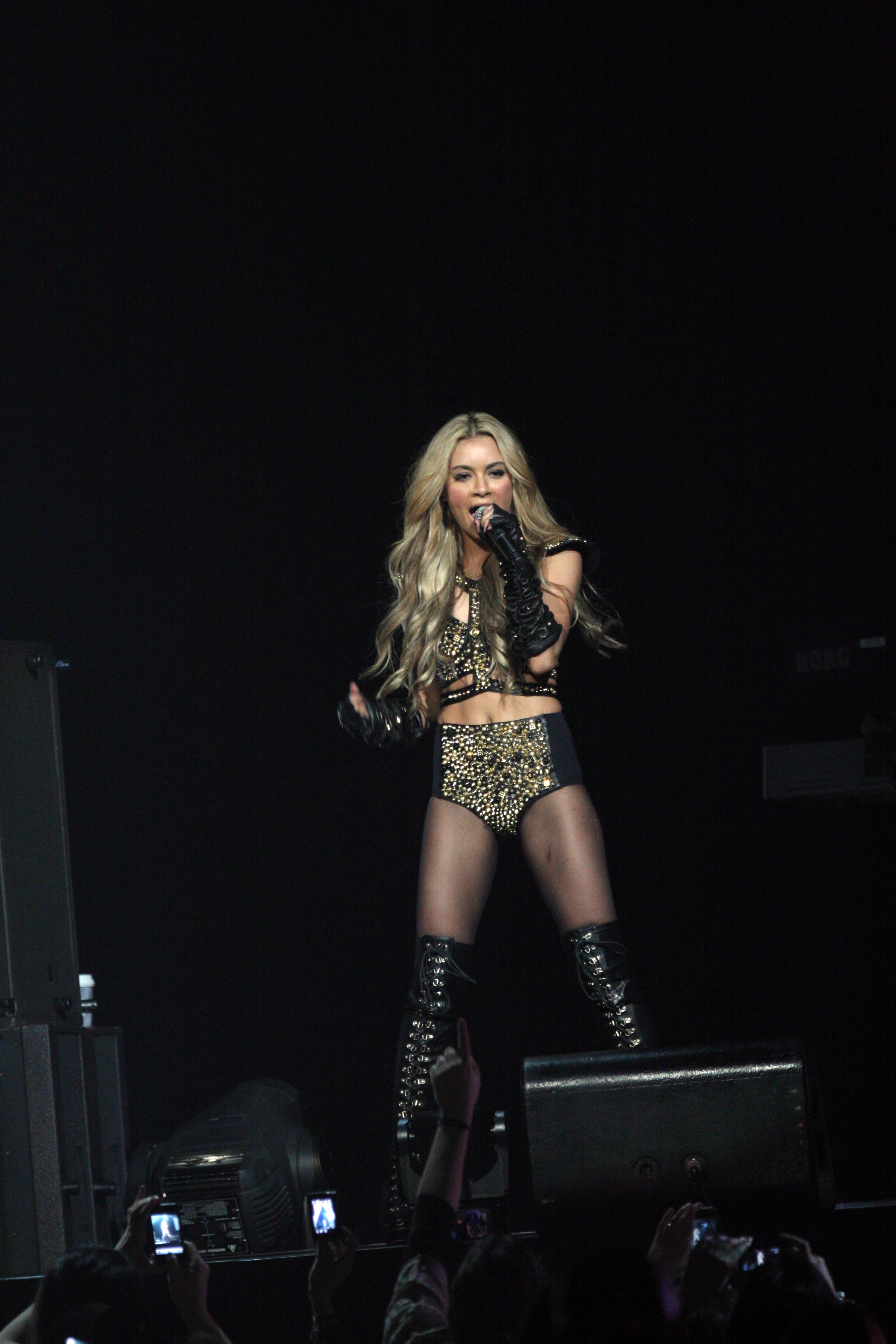
Havana Brown în 2011.

| When the Lights Go Out | - Lansat: 17 juillet 2012 - Label : Island, Universal Republic - Formate : Téléchargement digital | 40             | 50             |

### Single-uri
| Titlu            | An   | Poziție   | Poziție      | Poziție | Poziție | Poziție  | Poziție       | Poziție  | Poziție | Poziție   | Certificări                            | Album                         |
| Titlu            | An   | Australia | Belgia (Wal) | Canada  | Franța  | Norvegia | Noua Zeelandă | Slovacia | SUA     | SUA Dance | Certificări                            | Album                         |
| ---------------- | ---- | --------- | ------------ | ------- | ------- | -------- | ------------- | -------- | ------- | --------- | -------------------------------------- | ----------------------------- |
| We Run the Night | 2011 | 5         | 45           | 48      | 37      | 17       | 5             | 16       | 26      | 1         | - ARIA : 3 × Platină - RIANZ : Platină | When the Lights Go Out        |
| Get It           | 2011 | 38        | —            | —       | —       | —        | —             | —        | —       | —         |                                        | Single non extrait d'un album |
| You'll Be Mine   | 2012 | —         | —            | —       | —       | —        | —             | —        | —       | —         |                                        | When the Lights Go Out        |

### Single-uri promoționale
| Titlu            | An   | Album                         |
| ---------------- | ---- | ----------------------------- |
| City of Darkness | 2012 | Single non extrait d'un album |

### Alte cântece
| Titlu                                        | An   | Poziție   | Album                  |
| Titlu                                        | An   | SUA Dance | Album                  |
| -------------------------------------------- | ---- | --------- | ---------------------- |
| Big Banana (featuring R3hab, D3W et Prophet) | 2012 | 1         | When the Lights Go Out |

### Clipuri video
| Titlu                                | An          | Regizor                 |
| ------------------------------------ | ----------- | ----------------------- |
| We Run the Night                     | 2011        | Benn Jae, Tony Prescott |
| Get It                               | 2011        | Ryan Pallotta           |
| We Run the Night (featuring Pitbull) | 2012        | Ryan Pallotta, Ray Kay  |
| You'll Be Mine                       | Anna Mastro |                         |

## Turnee
Headlining
- Oz Tour (2013–14)[34][35]

Supporting act
- Rihanna — Good Girl Gone Bad Tour: Australian leg (2008)
- The Pussycat Dolls — Doll Domination Tour: Australian leg (2009)
- Britney Spears — Circus Tour: Europe and Australia legs (select dates) (2009)
- Chris Brown — F.A.M.E. Tour: Australian leg (2011)
- Enrique Iglesias — Euphoria Tour: Australian leg (2011)
- Pitbull — Planet Pit World Tour: Australian leg (2012)

## Premii și nominalizări
| An   | Tip                           | Premiu                                                                   | Rezultat     |
| ---- | ----------------------------- | ------------------------------------------------------------------------ | ------------ |
| 2011 | ARIA Music Awards             | Breakthrough Artist – Single ("We Run the Night")                        | Nominalizare |
| 2011 | ARIA Music Awards             | Highest Selling Single ("We Run the Night")                              | Nominalizare |
| 2011 | Poprepublic.tv IT List Awards | Australian Female Artist                                                 | Nominalizare |
| 2011 | Poprepublic.tv IT List Awards | Favourite DJ of 2011                                                     | Câștigat     |
| 2011 | Poprepublic.tv IT List Awards | Breakthrough Artist of 2011                                              | Câștigat     |
| 2012 | APRA Music Awards             | Dance Work of the Year – "We Run the Night" (Cassie Davis, Sean Mullins) | Nominalizare |
| 2012 | ARIA Music Awards             | Best Dance Release (When the Lights Go Out)                              | Nominalizare |
| 2012 | Channel [V] Awards            | [V] Oz Artist of the Year                                                | Nominalizare |
| 2012 | Poprepublic.tv IT List Awards | Favourite Australian Female Artist                                       | Nominalizare |
| 2012 | Poprepublic.tv IT List Awards | Favourite DJ of 2012                                                     | Câștigat     |
| 2013 | Channel [V] Awards            | [V] Oz Artist of the Year                                                | Nominalizare |
| 2013 | Poprepublic.tv Awards         | Favourite DJ or Remixer of 2013                                          | Câștigat     |
| 2013 | Poprepublic.tv Awards         | Favourite Australian Female Artist                                       | Nominalizare |
| 2014 | World Music Awards            | World's Best Female Artist                                               | Nominalizare |
| 2014 | World Music Awards            | World's Best Live Act                                                    | Nominalizare |
| 2014 | World Music Awards            | World's Best Entertainer of the Year                                     | Nominalizare |
| 2014 | World Music Awards            | World's Best Song ("Warrior")                                            | Nominalizare |